# Ijumbi
Ijumbi ist ein Bezirk (Ward) des Distriktes Muleba in der tansanischen Region Kagera.

## Geografie
Ijumbi liegt im Nordwesten von Tansania auf einem Höhenrücken westlich des Flusses Ngono, etwa zehn Kilometer westlich vom Victoriasee. Die Fläche des Bezirks beträgt 38,82 Quadratkilometer, bei der Volkszählung 2022 wohnten 13.193 Menschen in 3136 Haushalten.

## Gliederung
Der Bezirk besteht aus fünf Gemeinden (Mtaa) mit 16 Orten (Kitongoji):
| Ijumbi - Ijumbi - Bushoro - Bubuya | Nshambya - Bwiira - Bugasha - Nshambya | Ruhija - Kashule - Bujejenko - Kigemu - Kashekuro | Rubao - Rubao - Busindi - Buganda | Ibare - Kishoju - Ruhengele - Kigemu |

## Infrastruktur
- Bildung: Die Ijumbi Secondary School bildet Mädchen und Burschen bis zur 4. Stufe aus.[6]
- Gesundheit: Die Apotheke im Bezirk versorgt die Bevölkerung mit Malaria-Diagnose und -Erstbehandlung, HIV-Pflege und -Behandlung und Mutter-Kind-Pflege.[7]